# Glyphodella
Glyphodella is een geslacht van vlinders uit de familie van de grasmotten (Crambidae), uit de onderfamilie van de Spilomelinae. De wetenschappelijke naam van dit geslacht is voor het eerst voorgesteld door Jay C. Shaffer en Eugene Gordon Munroe in een publicatie uit 2007.

## Soorten
- Glyphodella flavibrunnea (Hampson, 1899)
- Glyphodella savyalis (Legrand, 1966)
- Glyphodella vadonalis (Viette, 1958)